# Berberis negeriana
Berberis negeriana ist eine Pflanzenart aus der Familie der Berberitzengewächse (Berberidaceae). Sie stammt aus Chile. Die Art wurde 1902 von Georg Friedrich Leopold Tischler in Botanische Jahrbücher für Systematik, Pflanzengeschichte und Pflanzengeographie beschrieben. Die Artbezeichnung ehrt den Finder der Pflanze, den deutschen Botaniker Franz Wilhelm Neger (1868–1923).

## Beschreibung
Berberis negeriana wächst als Strauch, der nur Wuchshöhen von ungefähr einem Meter erreicht. Die Rinde junger Zweige ist hellbraun bis grau und mit feinen Papillen bedeckt; mit zunehmendem Alter wird die Rinde der Zweige grau, sie weist dann Längsrisse und Kanten auf. Dornen fehlen.
Die ledrigen Laubblätter sind eiförmig-elliptisch, 4,8 bis 10 Zentimeter lang und 1,3 bis 4,2 Zentimeter breit. Der Blattrand ist grob gesägt, selten ganzrandig, mit sechs bis 16 dornspitzen Zähnen, die bis 3 Millimeter lang werden können. Der Blattstiel ist bis 3 Millimeter lang.
Der traubige Blütenstand ist eine 2 bis 8 Zentimeter lang und setzt sich aus bis zu zwölf Blüten zusammen. Die Blütenstiele sind 10 bis 16 Millimeter lang. Die gelben Blüten weisen 14 Blütenhüllblätter auf und sind 5 bis 8 Millimeter lang. Die Frucht ist etwa 7 Millimeter lang und 4 Millimeter breit, der Griffel ungefähr 3 Millimeter lang.  
Berberis negeriana blüht in ihrer Heimat von September bis November; sie fruchtet von Dezember bis Januar.

## Verbreitung
Diese Pflanzenart ist ein Endemit, der nur aus der Gegend östlich der chilenischen Stadt Concepción bekannt ist. Es handelt sich um die seltenste und gefährdetste Berberis-Art Chiles. Vom einzigen Standort in einem Südbuchen-Wald sind nur wenige Exemplare bekannt.